# Philophylla radiata
Philophylla radiata är en tvåvingeart som först beskrevs av Hardy 1973.  Philophylla radiata ingår i släktet Philophylla och familjen borrflugor. Inga underarter finns listade i Catalogue of Life.